# Zagreb
Zagreb ([ˈzɑː.greb]) (Hongaars: Zágráb)  is de hoofdstad en grootste stad van Kroatië en van de provincie Zagreb. De stad ligt in het noorden van het land, dicht bij de grens met Slovenië. In 2011 telde Zagreb 709.017 inwoners.
De stad Zagreb ligt aan de rivier de Sava en aan de voet van het gebergte Medvednica aan de rand van de Pannonische vlakte. Bestuurlijk vormt Zagreb een afzonderlijke provincie met circa 1.200.000 inwoners en het is tevens het bestuurscentrum van de provincie die de omgeving omvat (Zagrebačka županija). Groot-Zagreb huisvest ongeveer een op de vijf inwoners van Kroatië.
Zagreb heeft diverse musea, waaronder het archeologisch museum, het Kroatische museum van natuurwetenschappen en het museum voor moderne kunsten.

## Naam
De naam "Zagreb" kwam voor het eerst voor in 1094. Hij is afgeleid van het Kroatische in de slenk. De nu minder gebruikte, oudere Duitse naam "Agram" is afgeleid van "am Graben", wat hetzelfde betekent. Het Kroatische grab en het Duitse Grab zijn beide verwant aan het Nederlandse graf.
Er zijn ook andere verhalen over de herkomst van de naam Zagreb. Eén gaat over een Kroatische ban (leider van een bepaald gebied) die zijn leger door een verlaten gebied leidde, waardoor zijn soldaten dorstig werden. Omdat hij zo kwaad was stak hij zijn sabel in de grond en opeens spoot er water uit de grond. Hij gaf het bevel aan zijn soldaten om de bodem ("zagreb" in Kroatisch) bloot te leggen om bij het water te komen. Zo zou de stad aan zijn naam zijn gekomen. Sommigen denken dat het werkwoord zagreb (als in graven) ook met de benaming te maken heeft. Dit idee wordt gesteund door geleerden, omdat de stad achter een gat in de grond (graba) met water lag.
Een andere theorie is dat Zagreb "plaats achter de heuvel" betekent ("za breg"), bijvoorbeeld achter de oever van de Sava, en dat de naam daarna veranderd is in Zagreb. Deze theorie wordt ondersteund door het feit dat de Sava vroeger dichter bij het centrum van de stad stroomde. Diep onder de grond in het midden in het centrum van Zagreb, bij de huidige Cvjetni trg ("Cvjetni plein") zijn stukken van een houten boot gevonden.

## Geschiedenis
Zagreb kent een rijke geschiedenis, van Romeinse stad tot haar huidige functie als hoofdstad. 
Zagreb werd in 1094 voor het eerst bij die naam genoemd. In dat jaar stichtte de Hongaarse koning Ladislaus de Heilige er een bisdom op de heuvel Kaptol. Op een naburige heuvel ontwikkelde zich de burgerlijke tegenhanger van het kerkelijke Kaptol: Gradec. In de 16e eeuw ontwikkelden beide rivalen zich verder tot één stad.
Onder Oostenrijks-Hongaars bewind, tot 1918, stond de stad bekend onder haar Duitse naam Agram. Zagreb lag overigens in het Hongaarse landsdeel en heet in het Hongaars Zágráb. Er hebben nooit veel Hongaren in Zagreb gewoond. Tegenwoordig is ruim 90% van de inwoners Kroaat en vormen de Serviërs de grootste minderheid.
Zagreb lag aanvankelijk alleen op de linkeroever van de Sava. Het stadsdeel aan de zuidkant, Novi Zagreb, kwam pas halverwege de 20e eeuw tot ontwikkeling. Aan de zuidkant nabij Lučko ligt Pleso, de internationale luchthaven van Zagreb.

## Bevolking
Zagreb is de enige agglomeratie in Kroatië waar meer dan één miljoen mensen wonen, namelijk een krappe 1,1 miljoen. Tot de agglomeratie worden ook de kleinere steden als Samobor, Velika Gorica en Zaprešić gerekend. Het officiële inwonertal van de stad is (per 2001) 779.145. Volgens gegevens van de politie wonen er in Zagreb 973.677 mensen en in de metropool Zagreb zouden meer dan 1,2 miljoen mensen wonen. Dit komt door een grote instroom van het platteland en uit andere Kroatische steden. 
De meerderheid van de bevolking (per 2001: 91,94%) is Kroatisch. Volgens diezelfde volkstelling behoren 40.066 mensen in Zagreb tot etnische minderheden. Serviërs vormen met 18.811 (2,41%) de grootste minderheid, gevolgd door 6204 (0,80%) Bosniakken, 3389 (0,43%) Albanezen, 3225 (0,41%) Slovenen, 1946 (0,25%) Roma, 1315 (0,17%) Macedoniërs, 1131 (0,17%) Montenegrijnen en nog enkele kleinere bevolkingsgroepen.

## Lokale overheid
De Stad Zagreb is een provincie binnen Kroatië. De regering van de stad wordt geleid door de burgemeester die gekozen wordt door de stadsraad.
De huidige burgemeester van Zagreb is Tomislav Tomašević (van We can!).
De stadsraad heeft als voorzitter Tatjana Holjevac (onafhankelijk) en bestaat uit 51 vertegenwoordigers van de volgende politieke partijen:
- Sociaaldemocratische Partij van Kroatië (SDP) 19.
- Kroatische Democratische Unie (HDZ) 7.
- Kroatische Partij van Rechten (HSP) 6.
- Kroatische Volkspartij (HNS) 4.
- Kroatische Senioren Partij (HSU) 3.
- Kroatische Boerenpartij (HSS) 3.
- Kroatische Sociaal-Liberale Partij (HSLS) 1.
- Democratisch Centrum (DC) 1.
- Onafhankelijk 7.

Deze gegevens zijn gebaseerd op de verkiezingsuitslagen van 2005.

## Omgeving
Het gebied rond Zagreb wordt al sinds de prehistorie bewoond. Dit bevestigen archeologische vondsten uit het paleolithicum in de grot Veternica en opgravingen van de verwoeste Romeinse stad Andautonia vlak bij het huidige dorpje Ščitarjevo.
De oude dorpjes rondom Medvednica zoals Šestine, Gračani en Remete liggen als een ring rond de stad en hebben ondanks de stadsuitbreiding hun tradities behouden, met onder meer folklore, klederdracht, Šestine-paraplu's en producten als gemberkoek.
Vanaf de bergketen de Medvednica (Zagrebačka gora), met als hoogste punt Sljeme (1033 meter) heeft men een panoramisch overzicht op het stedelijk gebied van Zagreb, de valleien van de rivieren de Sava en de Kupa en op de regio Hrvatsko Zagorje. Half januari 2005 werd op de Sljeme de World Ski Championship gehouden. Rond deze berg zijn verschillende dorpen met accommodaties en restaurants voor skiërs en wandelaars. Sljeme heeft vier afdalingen, drie skiliften en één stoeltjeslift.
Bij de Medvednica ligt Medvedgrad, een middeleeuwse burcht uit de 13e eeuw die recent gerenoveerd is. Vanaf de heuvel heeft men een blik op de stad en de Schrijn van het Vaderland, een herdenkingsplaats met de eeuwige vlam, ter nagedachtenis aan de Kroaten die voor hun vaderland gestorven zijn. zijn.

## Cultuur

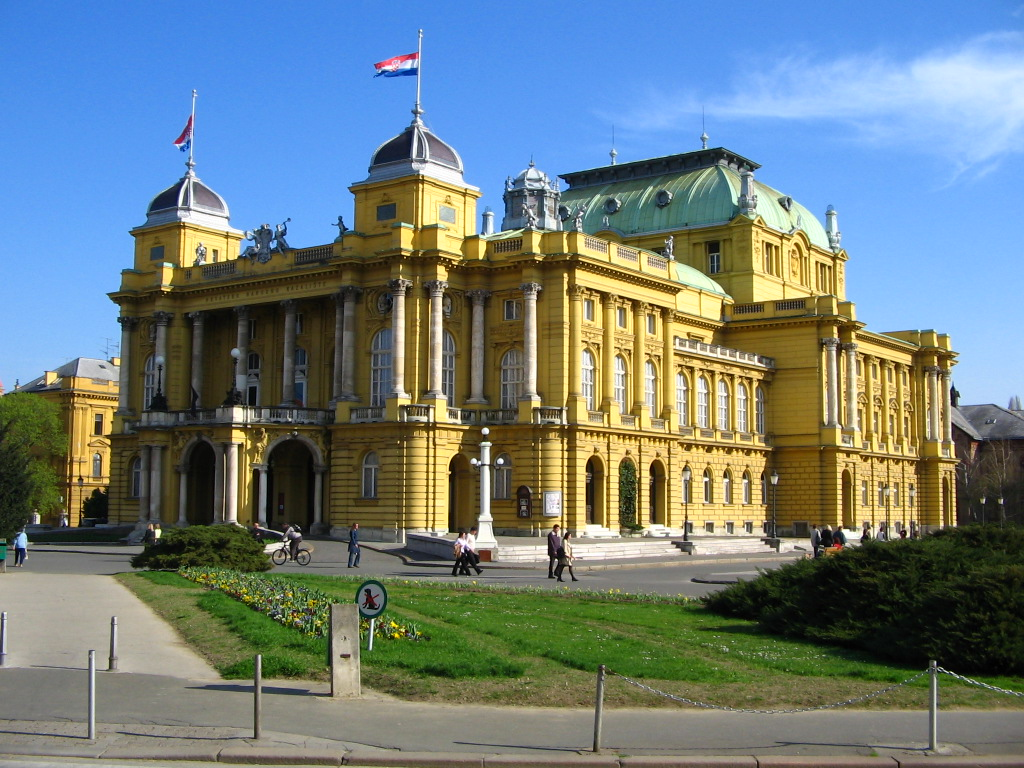
Kroatisch Nationaal Theater

Zagreb telt zo'n 20 theaters, waaronder het indrukwekkende Kroatisch Nationaal Theater, gebouwd in 1895. De concerthal "Vatroslav Lisinski" is vernoemd naar de componist van de eerste Kroatische opera. Deze zaal werd in 1973 gebouwd en wordt jaarlijks door 760.000 mensen bezocht. De grote zaal heeft 1847 stoelen en beslaat een oppervlakte van 2360 m². De kleinere zaal biedt plaats voor 304 mensen en beslaat 360 m².
In Zagreb vinden vele binnenlandse en buitenlandse evenementen plaats, zoals het jaarlijkse Animafest (Wereld Festival voor animatiefilms), festival voor avant-gardemuziek (om het jaar), het Festival van het Zagrebse Orkest en de beroemde bloemententoonstelling Floraart (aan het einde van mei en begin juni), een oldtimerrally, de Week van 20e-eeuwse Concertdans en Eurokaz en het internationale festival voor theater (in juni), met jaarlijkse evenementen. 's Zomers zijn er theateroptredens en concerten, voornamelijk in de Opperstad van Kroatië, deze zijn zowel binnen als buiten.
In Zagreb vindt ook het oudste Kroatische muziekfestival Zagrebfest plaats, met popmuziek en internationale sportevenementen. Een ander groot feest is de Dag van de Stad Zagreb (op 16 november) dat uitbundig gevierd wordt aan het Jarunmeer aan de zuidwestrand van de stad.
Op de berg Sljeme staat de 169 meter hoge Tv-toren van Zagreb, met een gepland restaurant op 75 meter hoogte.

### Musea
Zagreb heeft vele musea over de geschiedenis en cultuur van Zagreb en Kroatië, maar ook met collecties over Europa en de wereld. Samen bevatten de musea en galerijen zo'n 3,6 miljoen objecten, privé- en kerkcollecties niet meegerekend.
- Het Archeologisch Museum (Plein van Nikola Šubić Zrinski 19) bezit meer dan 400.000 voorwerpen, niet alle tentoongesteld. Deze voorwerpen betreffen de geschiedenis van de Kroaten in Kroatië. Verder zijn er nog enkele wereldcollecties, zoals de Egyptische verzameling, met de Liber Linteus en de oudste Etruskische teksten ter wereld (Liber Linteus Zagrabiensis), en een muntenverzameling. Een deel van het museum is speciaal aan Romeinse stenen monumenten gewijd.
- Een ander drukbezocht museum is het Mimara Museum (Plein van Roosevelt 5). Van totaal 3700 verschillende kunstwerken zijn er meer dan 1500 permanent tentoongesteld, van prehistorie tot 20e eeuw.

De permanente opstelling toont kunstwerken van Italianen als Lorenzetti, Raffaello, Giorgione, Veronese, Caravaggio, Canaletto. Verder zo'n 110 schilderijen van Nederlandse en Vlaamse schilders: Rembrandt, Van Goyen, Ruisdael, Van der Weyden, Bosch, Rubens en Van Dyck. Meer dan 30 meesterwerken van Spaanse kunstenaars: Velázquez, Murillo, Goya. Zo'n 20 schilderijen van Duitse kunstenaars: Holbein, Liebermann, Leibl. Ongeveer 30 schilderijen van Engelse schilders: Thomas Gainsborough, Turner, Bonington. Verder zijn er nog meer dan 120 schilderijen van Franse schilders zoals Georges de la Tour, François Boucher, Chardin, Delacroix, Corot, Manet, Renoir, Seurat en Degas.
- Het Kroatisch Museum voor Natuurwetenschappers (Demetrova 1) bewaart 's werelds grootste verzameling van neanderthalers (de Krapina man) die in de regio gevonden werd. Verder zijn er onder andere stenen wapens en prehistorische voorwerpen.
- Het Technisch Museum (Savska 18) bezit de oudste werkende machine uit de regio (uit 1830). Er zijn ook nog enkele werkende uitvindingen van Nikola Tesla, enkele oude vliegtuigen en een echte mijn.
- In het Kunstpaviljoen (Plein van Tomislav 22) ontworpen door de twee beroemde Weense architecten van theaters in Centraal-Europa Hellmet en Fellmer, is een neoklassieke tentoonstelling. Tentoonstellingen worden ook in het Meštrović gebouw op het Hrvatskih Velikana Plein gehouden.

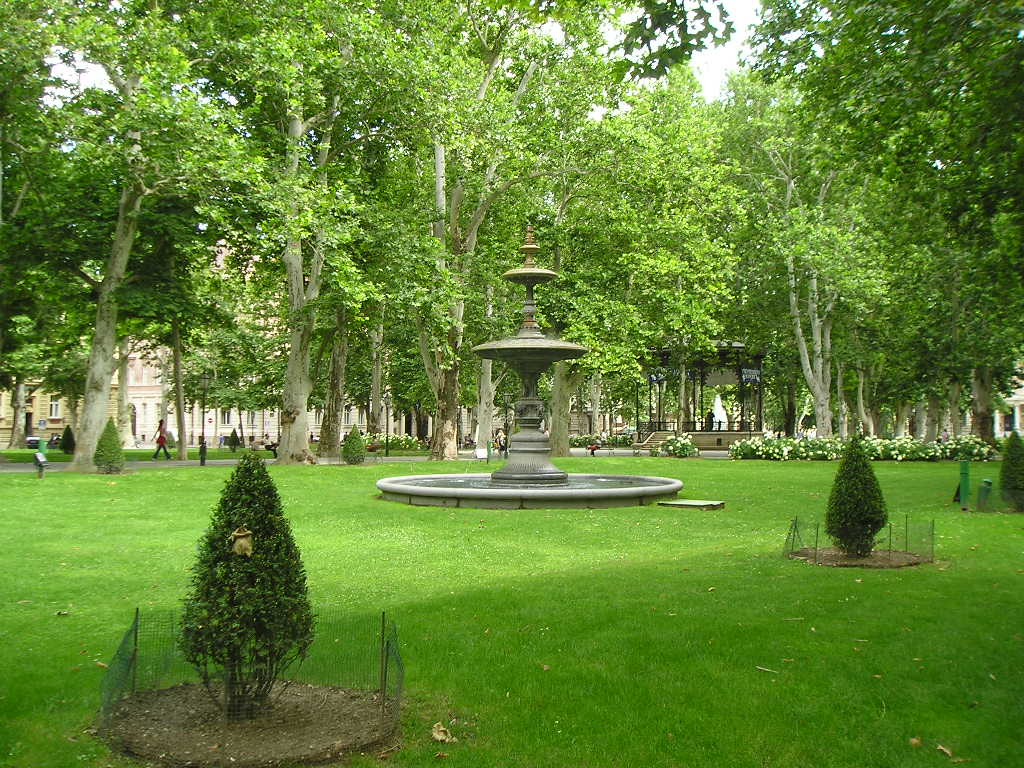
Een blik op het Zrinjevac park vlak bij het stadscentrum

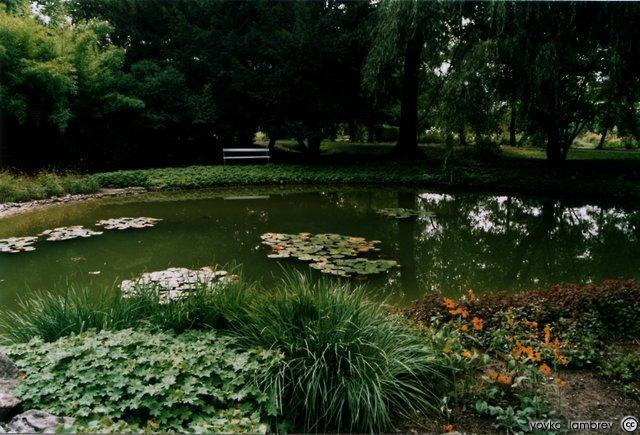
De bloementuin van Zagreb

- Het Museum voor Naïeve Kunst (Ćirilometodska 3) toont meer dan 100 meesterwerken van verschillende kunstenaars van de Kroatische naïeve kunst. Ook het Wereld Centrum (het "Wonder van de Kroatische Naïeve Kunst", op het Plein van Ban Jelačić 12) toont meesterwerken van de Kroatische naïeve en hedendaagse kunst.
- De Strossmayer Galerij van Oude Kunstenaars (behorend tot de HAZU - zie onder - op het Zrinski Plein 11) biedt permanente tentoonstellingen van Europese schilders van de 14e eeuw tot aan de 19e eeuw.
- De Studio van Ivan Meštrović (Venetië 8) bevat beeldhouwwerken, schilderijen, lithografische portfolio’s en andere kunstwerken van deze kunstenaar.
- Het Huis voor Mensen en Kunst Lauba (Prilaz baruna Filipovića 23a) toont werken uit de Collectie van Filip Trade, een grote privécollectie van moderne en hedendaagse Kroatische kunst en de huidige artistieke productie.
- Verder zijn er nog het Kroatisch Historisch Museum, het Museum van de Stad Zagreb, het Museum van Kunsten, het Etnografisch Museum, het Kroatische School Museum, het Kroatische Jagersmuseum, het Kroatische Sport Museum, het Kroatische Post en Telecommunicatie Museum, de HAZU (de Kroatische Academie van Wetenschappen en Kunsten) verzameling van monumenten, en het Grafische Kabinet van de HAZU.

### Bezienswaardigheden
- Kathedraal van Zagreb, een neogotisch bouwwerk, en zetel van het aartsbisdom Zagreb (tevens het hoogste gebouw van Kroatië)
- Sint-Marcuskerk, een laat-gotisch bouwwerk, parochiekerk van het oude stadscentrum van Zagreb

### Souvenirs en gastronomie
Vele winkels, boetiekjes, warenhuizen en winkelcentra bieden een divers aanbod van kwaliteitskleren. Voor de liefhebber zijn er in Zagreb consumentenproducten van kristal, porselein en keramiek te vinden en ook manden, Kroatische wijnen en andere gastronomische producten.
Een paar bijzondere souvenirs uit Zagreb zijn:
- een stropdas (kravat), een kledingaccessoire vernoemd naar de Kroaten die dit kledingstuk droegen tijdens de Dertigjarige Oorlog in de 17e eeuw.
- een balpen, uitgevonden door Slavoljub Eduard Penkala, die toentertijd in Zagreb woonde.

Vele restaurants in Zagreb bieden diverse specialiteiten uit de nationale en internationale keuken. Binnenlandse gerechten zijn kalkoen, eend of gans met mlinci (een soort pasta), štrukli (een kaasstrudel), sir i vrhnje (een soort kaas met room), kremšnite (een soort tompouce) en traditionele notencake.
Aangezien Zagreb relatief dicht bij de zee ligt bieden restaurants ook verse vis. Er zijn ook vele fastfoodrestaurants te vinden in Zagreb.

## Recreatie en sport
Er zijn in Zagreb verscheidene locaties voor sport en recreatie.
- Het sportcentrum Jarun, gelegen aan het Jarun-meer in het zuidwestelijke gedeelte van Zagreb heeft kiezelstranden, mogelijkheden voor roeien, een joggingbaan rond het meer, verschillende restaurants, nachtclubs en discotheken. Men kan hier zwemmen, zonnebaden, waterskiën, vissen of andere watersporten beoefenen, verder beachvolleybal, voetbal, basketbal, handbal, tafeltennis en minigolf.
- Dom sportova, Huis van de sporten, bestaat uit twee hallen. In de grote hal kunnen zo'n 12.000 mensen sporten. Dit sportcentrum biedt onder andere mogelijkheden om te basketballen, handballen, volleyballen, hockeyen, gymmen en tennissen. In dit sportcentrum worden ook concerten gehouden.
- De Dražen Petrović Basketbalhal biedt plaats aan 6000 mensen. Naast deze hal staat de 104 meter hoge Cibona Toren.
- Sportpark Mladost aan de oever van de Sava heeft een Olympisch zwembad, kleinere binnen- en buitenbaden, een terras om te zonnebaden, 16 tennisbanen en ook basketbal-, handbal-, volleybal-, voetbal- en hockeyvelden. Binnen het park staat een aparte hal om te volleyballen.
- Slechts enkele honderden meters van het stadscentrum ligt het sport- en recreatiecentrum Šalata. Dit trekt voornamelijk tennissers aan. Šalata heeft één grote tennisbaan en acht kleinere, waarvan twee overdekt zijn met een "ballon" en twee andere uitgerust zijn met verlichting. Šalata heeft ook zwembaden, basketbal- en voetbalvelden, een gym- en fitnesscentrum en een bowlingcentrum met vier banen. 's Winters is Šalata in trek bij de schaatsers. Er zijn ook enkele restaurants in de buurt van Šalata.
- In het stadsgedeelte Ravnice, ten oosten van het stadscentrum, staat het uit twee complexen bestaande Tenniscentrum Maksimir. Het eerste bestaat uit een indoor tenniscentrum met vier banen. Er zijn 22 verlichte buitenbanen. Het andere complex biedt naast tennisfaciliteiten ook mogelijkheden voor handbal, basketbal en zaalvoetbal, atletiek, bocce en tafeltennis.
- Voor de zwemmers is er een kleiner binnenzwembad aan de straat Daničićeva, en een nieuw Olympisch zwembad bij het sportcentrum Utrine in Novi Zagreb. Voor de skaters is er een skatebaan bij Trg Sportiva, sportplein, en bij het Skaterspark bij het meer Jarun. In de hippodroom van Zagreb kan men paardrijden. Hier worden in de lente, zomer en herfst in het weekeinde paardrijwedstrijden gehouden.
- De populairste voetbalclubs uit Zagreb zijn NK Dinamo, dat in het Maksimirstadion speelt, en NK Zagreb, dat in het Kranjčevićevastadion speelt. Er zijn plannen voor een nieuw Maksimirstadion in het oostelijk gedeelte van de stad. Wanneer dit af is, moeten er 60.000 mensen in kunnen. Het stadion maakt deel uit van het grote Svetice recreatie- en sportcomplex ten zuiden van het beboste Maksimirpark. Het complex beslaat een oppervlakte van 276.440 m² en vormt de oostelijke stadsgrens. Het maakt deel uit van de grote Groene Zone die vanaf de Medvednica in het noorden naar het zuiden loopt.
- Zagreb was speelstad voor het EK Voetbal van 1976. De wedstrijden werden gespeeld in het Maksimirstadion. Het Nederlands elftal verloor er de halve finale van Tsjecho-Slowakije en won er de troostfinale van gastland Joegoslavië.
- Verder zijn er verspreid over de stad diverse sportcentra, gymhallen en sportvelden.

## Infrastructuur
Er zijn vier belangrijke verbindingen:
- in het westen, naar Ljubljana (in Slovenië) en naar West-Europa
- in het oosten, naar Slavonië, verder naar Zuidoost-Europa en het Nabije Oosten
- in het zuiden, naar Rijeka, de grootste havenstad van Kroatië aan de Kvarnerbaai, en naar Split in Dalmatië, de tweede stad van Kroatië en ook een belangrijke havenstad.
- in het noorden, naar Maribor, waarvandaan wegen leiden naar onder andere Graz, Wenen, Boedapest, Ljubljana en Triëst.

Er zijn plannen om een snelwegtunnel door de Medvednica-bergen te boren. Deze moet de belangrijkste verbinding naar het noorden worden.
De spoorlijn langs de rivier de Sutla en langs de belangrijkste route door Zagorje (Zagreb - Maribor - Wenen), alsook de aansluitingen met het Pannonische gebied van Hongarije (de spoorlijn van Zagorje, de weg en spoorlijn naar Varaždin - Čakovec en Koprivnica) zijn verbonden met truckroutes.
De zuidelijke spoorlijn naar Split gaat via een route door het gebied de Lika. Deze spoorlijn werd in 2004 vernieuwd om een kortere reistijd (5 uur) mogelijk te maken. Er is een snellere spoorlijn door de vallei van de Una, die aanvankelijk gebruikt wordt als verbinding met Bosnië en Herzegovina.
De spoorlijn en snelweg (A3) langs de rivier de Sava gaat door Slavonië naar Belgrado en is een van de drukste wegen in Kroatië.
Zagreb heeft een goed wegennet met verschillende snelwegen rondom de stad. Er zijn echter wel file- en parkeerproblemen bij het stadscentrum. Om deze op te lossen zijn er enkele parkeergarages met meer dekken gebouwd.
Binnen de stad bestaat het openbaar vervoer uit twee netten: bij het centrum zijn trams en in de buitenwijken zijn bussen. Het collectieve bedrijf ZET (Zagrebački Električni Tramvaj, de Elektrische Tram van Zagreb) wordt gesubsidieerd door de gemeente. Er is flink geïnvesteerd in de modernisering van het materieel. De oude trams zijn vervangen door zo'n 200 voertuigen van het type TMK 2200.

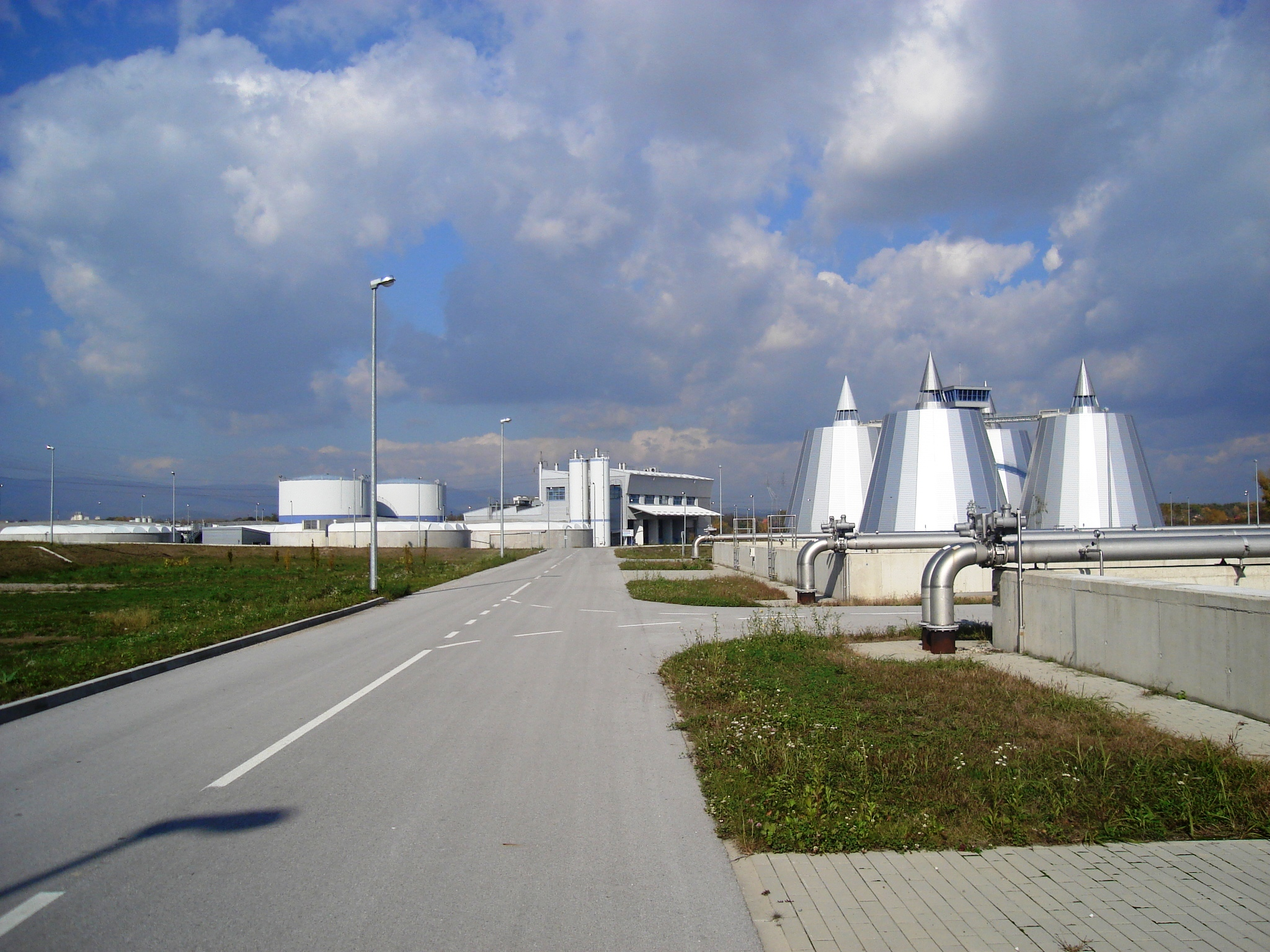
De centrale rioolwaterzuiveringsinstallatie in Zagreb, gebouwd 2002-2007.

De kabeltrein Uspinjaca in het historische gedeelte van de stad is een toeristische trekpleister. Er zijn voldoende taxi's beschikbaar, maar het prijsniveau is er beduidend hoger dan in het openbaar vervoer. Staatsbedrijf HŽ (Hrvatske željeznice, Kroatische Spoorwegen) breidt zijn netwerk steeds meer uit in de voorsteden.
Voorts is een netwerk van 5 lijnen met lightrailvoertuigen gepland. Drie lijnen verbinden west met oost en twee voeren van noord naar zuid. Alle lijnen zullen in het stadscentrum ondergronds gaan.
De Luchthaven van Zagreb wordt jaarlijks door 1,7 miljoen reizigers bezocht. Op 28 maart 2017 werd een nieuwe terminal geopend, waarvan de aanleg in 2013 was gestart.

## Economie
Zagreb ligt in een industrieel gebied van Kroatië. Voorbeelden zijn de metaalverwerkende industrie, de productie van elektronische apparaten, de textielindustrie, de chemische industrie, de farmaceutische industrie (Pliva), drukkerijen, de leerindustrie, de houtverwerkingsindustrie en de papierindustrie.
De stad heeft een bruto nationaal product van €19.950 (2004) per inwoner. De consumentenprijzen liggen wel wat lager dan in de rest van West-Europa.
In 2005 was 8% van de bevolking in Zagreb werkloos, ongeveer de helft van het nationaal gemiddelde.

### Toerisme

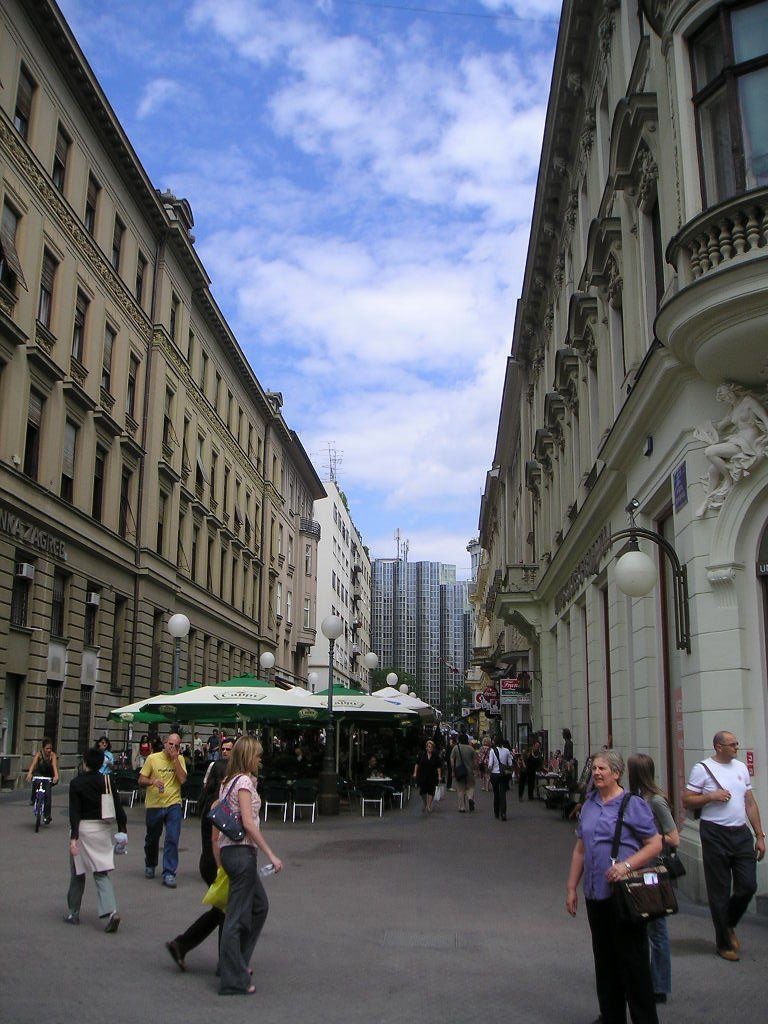
Bogovićeva, een drukke straat in het centrum van Zagreb

Zagreb is voor Kroatië een belangrijke toeristenplaats, niet alleen als doorgang van West- en Centraal-Europa naar de Adriatische Zee, maar ook als een toeristische bestemming. Vanaf het einde van de Onafhankelijkheidsoorlog stroomden er jaarlijks ongeveer een half miljoen reizigers naar Zagreb toe, voornamelijk Oostenrijkers, Duitsers en Italianen. De stad zou nog veel meer toeristen kunnen trekken ware het niet dat velen Zagreb overslaan om naar de Kroatische kust te gaan en om andere historische steden te bezoeken als Dubrovnik, Šibenik en Zadar.
In 1994 vierde Zagreb zijn 900-jarig bestaan. In de loop der eeuwen is Zagreb niet alleen een culturele stad geworden met monumenten, musea en galerijen, maar ook een levendige stad met moderne winkels, kwaliteitsrestaurants en faciliteiten voor sport en recreatie.
Het historische gedeelte van de stad ten noorden van het plein van Ban Josip Jelačić bestaat uit de Opper Stad en het Kaptol, een middeleeuws complex van kerken, paleizen, musea, galerijen en regeringsgebouwen. De oude stad is te voet bereikbaar via het plein van Ban Josip Jelačić (het centrale gedeelte van Zagreb) of via de kabeltrein aan de straat Tomićeva.

## Bestuurlijke indeling
Hier volgt een lijst van de belangrijkste stadsdistricten (Kroatisch: "gradske četvrti"):
| District                | Bevolking (per 2001) | Wijken |
| ----------------------- | -------------------- | --- |
| Brezovica               | 10.884               | 12 dorpen |
| Črnomerec               | 38.762               | "Ban Keglević", "Bartol Kašić", Gornja Kustošija, Kustošija centar, Jelenovac, Medvedgrad, Sveti Duh, Šestinski dol-Vrhovec                                                                                               |
| Donja Dubrava           | 35.944               | Čulinec, Donja Dubrava, "Ivan Mažuranić", Novi Retkovec, Resnički Gaj, Poljanice, Stari Retkovec, "30. svibnja 1990.", Trnava                                                                                             |
| Donji Grad              | 45.108               | |
| Gornja Dubrava          | 61.388               | Branovec-Jalševec, Čučerje, Dankovec, Dubec, Dubrava-Središte, Gornja Dubrava, Granešina, Granešinski Novaki, Klaka, Miroševec, Novoselec, Oporovec, Poljanice, Stari Retkovec, Studentski grad, Trnovčica, Zeleni brijeg |
| Gornji Grad - Medveščak | 36.384               | "August Cesarec", Gornji grad, Gupčeva zvijezda, "Ivan Kukuljević Sakcinski", Kraljevac, Medveščak, Nova Ves, Petrova, Ribnjak, "Stjepan Radić", Šalata, Tuškanac, Voćarska                                               |
| Maksimir                | 49.750               | Bukovac, "Dinko Šimunović", Dobri dol, Dotrščina, "Eugen Kvaternik", Kozjak, Maksimir, Maksimirska naselja, Mašićeva, Remetem, Ružmarinka                                                                                 |
| Novi Zagreb - istok     | 65.301               | Dugave, Hrelić, Jakuševec, Sloboština, Sopot, Središće, Travno, Utrine, Zapruđe, Buzin, Veliko Polje |
| Novi Zagreb - zapad     | 48.981               | Kajzerica, Lučko, Hrašće, Hrvatski Leskovac, Remetinec, Savski gaj, Siget, Sveta Klara en Trnsko. |
| Peščenica - Žitnjak     | 58.283               | Pešćenica: Stara Pešćenica, Donje Svetice, Folnegovićevo naselje, Volovčica, Ferenščica Žitnjak: Kozari Bok, Kozari putevi, Ivanja Reka, Vukomerec                                                                        |
| Podsljeme               | 17.744               | Šestine, Gračani en Markuševec |
| Podsused - Vrapče       | 42.360               | Gornji Stenjevec, Gornje Vrapče, Perjavica-Borčec, Podsused, Vrapče-centar, Gajnice, Stenjevec |
| Sesvete                 | 59.212               | Ten minste 42 dorpen. |
| Stenjevec               | 41.257               | Gajnice, Malešnica, "Matija Gubec", Stenjevec, Špansko, Vrapče-jug |
| Trešnjevka - jug        | 67.162               | Horvati-Srednjaci, Gajevo, Jarun, Knežija, Prečko, Vrbani |
| Trešnjevka - sjever     | 55.358               | "Antun Mihanović", Ciglenica, "Dr. Ante Starčević", Ljubljanica, "Nikola Tesla", Pongračevo, Rudeš, Samoborček, "Silvije Strahimir Kranjčević", Stara Trešnjevka                                                          |
| Trnje                   | 45.267               | Cvjetnica, Cvjetno naselje, Kanal, Marin Držić, Martinovka, Staro Trnje, Trnjanska Savica, Sigečica en Vrbik |

## Overig
- De Universiteit van Zagreb werd in 1669 gesticht. De faculteitsgebouwen en de dormen zijn overal in de stad terug te vinden. Andere faculteiten in Zagreb zijn delen van polytechnische scholen, verschillende gymnasia en andere middelbare scholen.
- Zagreb heeft ook zijn eigen filmindustrie, de Zagreb Film.

## Stedenbanden
- Boedapest (Hongarije), sinds 1994
- Buenos Aires (Argentinië)
- Cluj-Napoca, (Roemenië)
- Kioto (Japan), sinds 1972
- Krakau (Polen), sinds 1975
- Lissabon (Portugal), sinds 1977
- Ljubljana (Slovenië), sinds 2001
- Mainz (Duitsland), sinds 1967
- Pittsburgh (Verenigde Staten), sinds 1980
- Podgorica (Montenegro)
- Sarajevo (Bosnië en Herzegovina), sinds 2001
- Shanghai (China), sinds 1980
- Sint-Petersburg (Rusland), sinds 1968
- Skopje (Macedonië), sinds 2011[3]
- Tromsø (Noorwegen), sinds 1971
- Wenen (Oostenrijk), sinds 1994